# Madison, Kansas
Madison là một thành phố thuộc quận Greenwood, tiểu bang Kansas, Hoa Kỳ. Năm 2010, dân số của xã này là 701 người.

## Dân số
Dân số các năm:
- Năm 2000: 857 người
- Năm 2010: 701 người